# Fußball-Weltmeisterschaft 2002/Saudi-Arabien
Dieser Artikel behandelt die saudi-arabische Nationalmannschaft bei der Fußball-Weltmeisterschaft 2002.

## Qualifikation
Die Saudi-Arabische Mannschaft qualifizierte sich nach 1994 und 1998 zum dritten Mal für eine Weltmeisterschaft. In der Asien-Zone wurden die beiden Teilnehmer über zwei verschiedene Gruppenphasen ermittelt.

### Runde 1
Saudi-Arabien war bei der Auslosung der ersten Gruppenphase gesetzt und traf auf vergleichbar schwache Mannschaften. Die 1. Runde wurde als Turnier komplett im saudi-arabischen Dammam ausgespielt. Saudi-Arabien setzte sich dabei mit einer Tordifferenz von 30:0 und 18 Punkten klar durch.
| Saudi-Arabien | – | Mongolei    | 6:0 (4:0) |
| Saudi-Arabien | – | Bangladesch | 3:0 (1:0) |
| Saudi-Arabien | – | Vietnam     | 5:0 (2:0) |
| Saudi-Arabien | – | Mongolei    | 6:0 (4:0) |
| Saudi-Arabien | – | Bangladesch | 6:0 (6:0) |
| Saudi-Arabien | – | Vietnam     | 4:0 (1:0) |

### Runde 2
In der zweiten Runde erwischte Saudi-Arabien einen schlechten Start, als die Mannschaft vor dem heimischen Publikum in Riad nur 1:1 gegen Bahrain spielte, wobei der Ausgleichstreffer für die Saudis erst fünf Minuten vor Ende der Spielzeit fiel. Eine Woche später verlor man mit 0:2 gegen den Iran in Teheran. Erst der 1:0-Sieg gegen den Irak brachte die Saudis zurück in die Qualifikation: Es folgten Siege gegen Thailand, Bahrain und den Irak und ein Unentschieden gegen den Iran. Vor dem letzten Spieltag lag der Iran mit einem Vorsprung auf Saudi-Arabien auf dem ersten Platz. In den letzten Spielen verloren die Iraner gegen Bahrain, während Saudi-Arabien Thailand mit 4:1 bezwang und sich qualifizierte.
| Saudi-Arabien | – | Bahrain       | 1:1 (0:1) |
| Iran          | – | Saudi-Arabien | 2:0 (0:0) |
| Saudi-Arabien | – | Irak          | 1:0 (1:0) |
| Thailand      | – | Saudi-Arabien | 1:3 (1:0) |
| Bahrain       | – | Saudi-Arabien | 0:4 (0:3) |
| Saudi-Arabien | – | Iran          | 2:2 (1:1) |
| Irak          | – | Saudi-Arabien | 1:2 (1:1) |
| Saudi-Arabien | – | Thailand      | 4:1 (1:0) |

## Saudi-arabisches Aufgebot
| Nummer / Name | Nummer / Name          | Damaliger Verein | Geburtstag | Sp.      | Tore     | Rote Karte | Gelb-Rote Karte | Gelbe Karte |
| Torhüter      | Torhüter               | Torhüter         | Torhüter   | Torhüter | Torhüter | Torhüter   | Torhüter        | Torhüter    |
| ------------- | ---------------------- | ---------------- | ---------- | -------- | -------- | ---------- | --------------- | ----------- |
| 1             | Mohammad ad-Daʿayyaʿ   | Al-Hilal         | 02.08.1972 | 3        | 0        | 0          | 0               | 0           |
| 22            | Mohammed Khojali Babkr | al-Nassr FC      | 15.01.1973 | 0        | 0        | 0          | 0               | 0           |
| 21            | Mabrouk Zaid           | Al-Ittihad       | 11.02.1979 | 0        | 0        | 0          | 0               | 0           |
| Abwehr        |                        |                  |            |          |          |            |                 |             |
| 12            | Ahmad ad-Duchi         | Al-Hilal         | 25.10.1976 | 2        | 0        | 0          | 0               | 0           |
| 2             | Muhammad al-Dschahani  | Al-Ahli          | 28.09.1974 | 2        | 0        | 0          | 0               | 0           |
| 23            | Mansour al-Thagafi     | al-Nassr FC      | 14.01.1979 | 0        | 0        | 0          | 0               | 0           |
| 5             | Mohsin al-Harthi       | al-Nassr FC      | 17.07.1976 | 0        | 0        | 0          | 0               | 0           |
| 13            | Hussein Suleimani      | Al-Ahli          | 23.01.1977 | 3        | 0        | 0          | 0               | 0           |
| 3             | Rida Tukar             | Al-Shahab        | 29.11.1975 | 3        | 0        | 0          | 0               | 0           |
| 4             | Abdullah Zubromawi     | Al-Hilal         | 15.11.1973 | 3        | 0        | 0          | 0               | 0           |
| Mittelfeld    |                        |                  |            |          |          |            |                 |             |
| 16            | Khamis al-Dosari       | Al-Ittihad       | 08.09.1973 | 2        | 0        | 0          | 0               | 0           |
| 19            | Umar al-Ghamdi         | Al-Hilal         | 11.09.1979 | 0        | 0        | 0          | 0               | 0           |
| 14            | Abdulaziz Khathran     | Al-Shahab        | 31.07.1973 | 3        | 0        | 0          | 0               | 0           |
| 17            | Abdullah al-Wakid      | Al-Shahab        | 29.09.1975 | 2        | 0        | 0          | 0               | 0           |
| 7             | Ibrahim asch-Schahrani | Al-Ahli          | 21.07.1974 | 3        | 0        | 0          | 0               | 1           |
| 6             | Fauzi asch-Schahri     | Al-Ahli          | 15.05.1980 | 2        | 0        | 0          | 0               | 0           |
| 10            | Mohammad asch-Schalhub | Al-Hilal         | 08.12.1980 | 1        | 0        | 0          | 0               | 0           |
| 18            | Nawaf at-Tamyat        | Al-Hilal         | 26.06.1976 | 3        | 0        | 0          | 0               | 1           |
| 8             | Mohammad Nur           | Al-Ittihad       | 26.02.1978 | 2        | 0        | 0          | 0               | 1           |
| Angriff       |                        |                  |            |          |          |            |                 |             |
| 15            | Abdullah al-Dosari     | Al-Hilal         | 10.11.1977 | 3        | 0        | 0          | 0               | 0           |
| 11            | Ubaid ad-Dusari        | Al-Ahli          | 02.10.1975 | 1        | 0        | 0          | 0               | 1           |
| 9             | Sami al-Dschabir       | Al-Hilal         | 11.12.1972 | 1        | 0        | 0          | 0               | 0           |
| 20            | al-Hassan al-Yami      | Al-Ittihad       | 21.08.1972 | 3        | 0        | 0          | 0               | 1           |
| Trainer       |                        |                  |            |          |          |            |                 |             |
|               | Nasser al-Johar        |                  | 06.01.1946 |          |          |            |                 |             |

## Vorrunde
Saudi-Arabien startete schlecht in die WM-Endrunde. Mit 0:8 verlor man gegen den späteren Vizeweltmeister aus Deutschland. Auch in den beiden folgenden Spielen erzielte die Saudis kein Tor. Mit 0 Punkten und 0:12 Toren schied man in der Vorrunde als schlechteste Mannschaft des Turniers aus.
| Spiele Saudi-Arabiens in der Vorrunde |                             |          |
| Datum                                 | Begegnung                   | Ergebnis |
| 1. Juni                               | Deutschland – Saudi-Arabien | 8:0      |
| 6. Juni                               | Kamerun – Saudi-Arabien     | 1:0      |
| 11. Juni                              | Saudi-Arabien – Irland      | 0:3      |

| Endstand Gruppe E |               |      |        |
| Rang              | Land          | Tore | Punkte |
| 1                 | Deutschland   | 11:1 | 7      |
| 2                 | Irland        | 5:2  | 5      |
| 3                 | Kamerun       | 2:3  | 4      |
| 4                 | Saudi-Arabien | 0:12 | 0      |